# ناحیه ورمیلیون، شهرستان اشلند، اوهایو
ناحیه ورمیلیون، شهرستان اشلند، اوهایو (به انگلیسی: Vermillion Township, Ashland County, Ohio) یک سکونتگاه مسکونی در ایالات متحده آمریکا است که در شهرستان اشلند، اوهایو واقع شده‌است.

## خصوصیات
ناحیه ورمیلیون ۹۶٫۴ کیلومترمربع مساحت و ۲٬۶۱۸ نفر جمعیت دارد و ۳۵۱ متر بالاتر از سطح دریا واقع شده‌است.